# К'юзі-делла-Верна
К'юзі-делла-Верна (італ. Chiusi della Verna) — муніципалітет в Італії, у регіоні Тоскана,  провінція Ареццо.
К'юзі-делла-Верна розташоване на відстані близько 210 км на північ від Рима, 60 км на схід від Флоренції, 26 км на північ від Ареццо.
Населення — 2073 особи (2014).
Щорічний фестиваль відбувається 29 вересня. Покровитель — святий Архангел Михаїл.

## Демографія
Населення за роками:

Станом на 1 січня 2023 року в муніципалітеті офіційно проживало 157 іноземців з 24 країн, серед них 91 громадянин країн Євросоюзу.

## Сусідні муніципалітети
- Баньйо-ді-Романья
- Бібб'єна
- Капрезе-Мікеланджело
- Кастель-Фоконьяно
- Кітіньяно
- П'єве-Санто-Стефано
- Поппі
- Субб'яно
- Вергерето